# Hemeroteca Nacional de México
La Hemeroteca Nacional de México, también conocida por sus siglas HNM, es una hemeroteca pública mexicana. Fue fundada el 28 de marzo de 1944 por el entonces rector de la Universidad Nacional Autónoma de México (UNAM) Rodulfo Brito Foucher y el presidente de México Manuel Ávila Camacho, en el antiguo templo de San Pedro y San Pablo, que para su remodelación estuvieron a cargo para albergar tal sede a los arquitectos Jorge Medellín y Alfonso Pallares.
En 1967 se creó el Instituto de Investigaciones Bibliográficas para administrar y coordinar a la Biblioteca Nacional de México (BNM) y a la HNM, que doce años más tarde se trasladó del antiguo templo de San Agustín a su sede actual, en el Centro Cultural Universitario.